# Arthur Alexander (chanteur)
 (mars 2012).
Si vous disposez d'ouvrages ou d'articles de référence ou si vous connaissez des sites web de qualité traitant du thème abordé ici, merci de compléter l'article en donnant les références utiles à sa vérifiabilité et en les liant à la section « Notes et références ».
Pour les articles homonymes, voir Arthur Alexander et Alexander.
Arthur Alexander est un chanteur et un auteur-compositeur de rhythm and blues, pop, rock n' roll et de soul sudiste américain né le 10 mai 1940 à Florence dans l'Alabama et mort le 9 juin 1993 à Nashville dans le Tennessee. Ses compositions ont alimenté le répertoire de nombreux artistes prestigieux.

## Biographie
En 1961, Arthur Alexander, ancien portier au Sheffield Hotel de Florence, est le premier artiste à émerger des studios de Muscle Shoals grâce au disque You Better Move On / A Shot of Rhythm and Blues publié chez Dot Records. Celui-ci atteint la 24e place des charts américains. Il récidive l'année suivante avec Where Have You Been, Anna (Go to Him), Go Home Girl, Soldier of Love, Set Me Free... Il change ensuite de label (Sound Stage 7) mais peine à retrouver le chemin de la réussite et connait de graves problèmes de santé.
En 1972, son album pour la Warner Brothers semble prometteur, mais Every Day I Have To Cry, sur Buddah (en 1975), ne connaît qu'un succès éphémère.
Alexander abandonne alors le monde de la chanson et devient chauffeur de bus.
Il recommence à chanter son répertoire en 1992. Son dernier album Lonely just Like Me pour Elektra est son premier en 21 ans de carrière. Il signe un nouveau contrat d'enregistrement en mai 1993. Mais il décède d'une crise cardiaque le mois suivant, trois jours après son premier concert à Nashville avec son nouveau groupe.

## Chanteur et compositeur
Il laisse derrière lui bon nombre de compositions dont certaines seront reprises par des artistes de renom.
- You Better Move On, par les Rolling Stones (1964), Dean Martin (1973), les Hollies, Mark Knopfler, Mink DeVille, George Jones & Johnny Paycheck, The Devil's Disciples avec Peter Banks à la guitare futur Yes.
- Anna (Go to Him), par les Beatles (1963), Roger McGuinn, Humble Pie (1974)...
- Soldier of Love (Lay Down Your Arms), par les Beatles (1963), Marshall Crenshaw (1982), Pearl Jam, Grant Maxwell and The Morning Pages (2012);
- Set Me Free, chanté par Esther Phillips et Joe Tex.
- A Shot of Rhythm and Blues, chanté par Johnny Kidd (1962), The Flamin' Groovies, les Beatles (1963), Cilla Black (1963), Dave Edmunds (1975), Van Morrison & Linda Gail Lewis (2000)
- Every Day I Have to Cry (Some) — chanté par Steve Alaimo (1963), puis par Dusty Springfield (1964), les Bee Gees (1965), Ike et Tina Turner (1966), BZN (1969), Jerry Lee Lewis et Billie Jo Spears (1979), et aussi par Claude François en 1964, sous le titre de Chaque jour c'est la même chose, et Eddy Mitchell en 1979 sous le titre Tu peux préparer le café noir, avant d'être interprétée en 1975 par Alexander lui-même.
- Burning Love, chanté par Elvis Presley.
- Go Home Girl, chanté par Dave Barry (1964) et Ry Cooder (1979).
- If It's Really Got To Be This Way, chanté par Robert Plant (1994), Bob Woodruff (1997), The Derailers (2001), Marcia Ball (2003) et Alan Merrill (2006).
- Sally Sue Brown, chanté par Bob Dylan (1988), Elvis Costello (1994) et The Kaisers (1994).
- Where Have You Been (All Of My Life), chanté par Gene Vincent (1963) et Gerry and the Pacemakers.
- Call Me Lonesome, chanté par Hurricane Band.
- In the Middle of It All, chanté par Nick Lowe (1994), Alan Merrill (2003), Irma Thomas (2006) et Melissa Walker.
- Pretty Girls Everywhere, chanté par Otis Spann (1965) et Snooks Eaglin (1987).
- Whole Lot of Trouble
- I Hang My Head and Cry
- You Don't Care
- Keep Her Guessin
- Detroit City
- Black Night